# Fielding Lucas

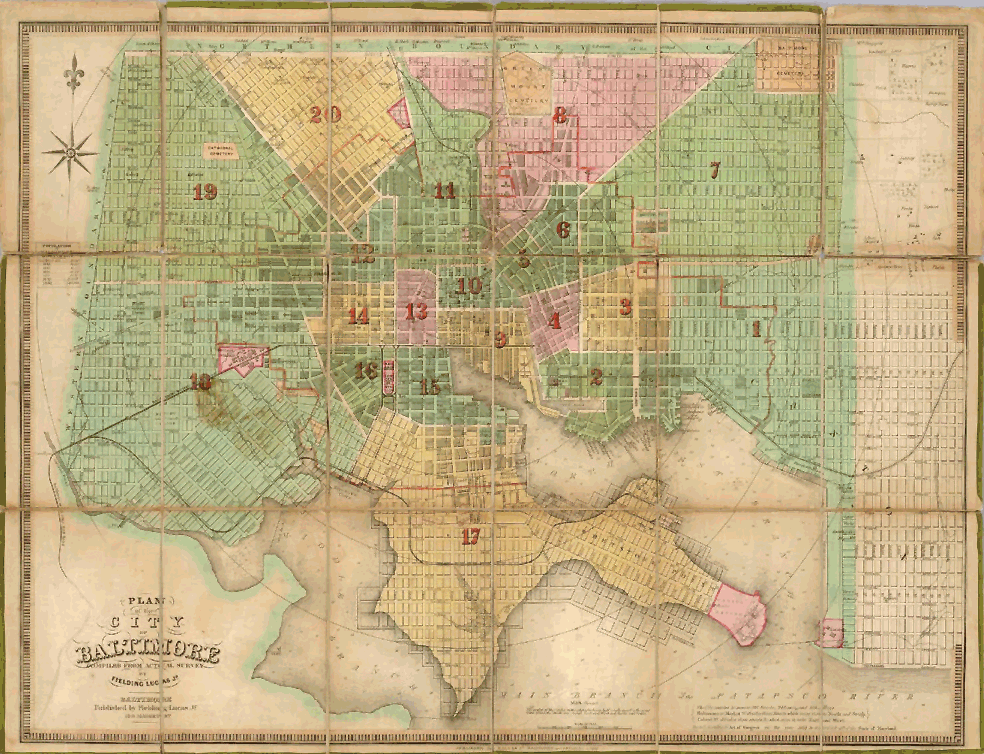
Karte von Baltimore aus dem Jahre 1852 von Fielding Lucas

Fielding Lucas Jr. (* 3. September 1781 in Fredericksburg, Virginia; † 12. März 1854 in Baltimore, Maryland) war ein US-amerikanischer Kartograf, Verleger und Künstler.

## Werke
- A new and elegant general atlas: Containing maps of each of the United States, 1814.
- A general atlas containing distinct maps of all the known countries in the world, 1825.
- Lucas’ progressive drawing book (3 Teile), 1827.
- The Metropolitan Catholic Calendar and Laity’s Directory (Jahreskalender), 1834–1837.
- Metropolitan Catholic Almanac (Jahreskalender), ab 1838.
- Flora’s Dictionary (als Illustrator).